# Grandes éxitos (álbum de Chayanne)
Grandes éxitos es el título del primer álbum de grandes éxitos grabado por el cantante puertorriqueño-estadounidense Chayanne. Fue lanzado al mercado bajo el sello discográfico Sony Discos el 19 de marzo de 2002.

## Antecedentes y contenido
En el álbum se recopilan sus mejores éxitos del año 1987 al año 2000 en formato de audio remasterizado y digitalizado, y tres canciones inéditas, entre estas «Torero» e «Y tú te vas», dos éxitos a nivel mundial y primer lugar en países de Hispanoamérica, España y Estados Unidos.[cita requerida] Los videos musicales fueron grabados en Buenos Aires, Argentina.
Contiene dos canciones versión remix de este álbum recopilatorio como "Salomé" de Atado a tu amor (1998) y "Baila, baila" de Volver a nacer (1996) y una nueva versión de la canción "Fiesta en América", originalmente de su álbum Chayanne '87 (1987).
Fue publicado en el formato CD y DVD. En la versión de audio (CD) contiene 14 canciones de grandes éxitos y en vídeo (DVD) contiene 13 vídeos musicales del intérprete.

## Lista de canciones
| Grandes éxitos - CD |                                            |                                                                                              |                        |          |  |
| N.º                 | Título                                     | Escritor(es)                                                                                 | Álbum original         | Duración |  |
| 1.                  | «Y tú te vas»                              | Franco De Vita                                                                               | Tema inédito           | 4:42     |  |
| 2.                  | «Torero»                                   | Estéfano* · Marcello Azevedo**                                                               | Tema inédito           | 3:36     |  |
| 3.                  | «Quisiera ser»                             | Daniel Freiberg · Donato Póveda                                                              | Tema inédito           | 4:25     |  |
| 4.                  | «Salomé» (Club Mix Radio Edit)             | Estéfano                                                                                     | Atado a tu amor (1998) | 4:22     |  |
| 5.                  | «Completamente enamorados»                 | Eros Ramazzotti · Piero Cassano · Adelio Cogliati° Adapt: al español: Luis Gómez-Escolar     | Tiempo de vals (1990)  | 4:21     |  |
| 6.                  | «Fiesta en América» (Rock Ext. Ver.)       | Honorio Herrero                                                                              | Chayanne '87 (1987)    | 6:22     |  |
| 7.                  | «Tu pirata soy yo»                         | Honorio Herrero                                                                              | Chayanne II (1988)     | 2:53     |  |
| 8.                  | «Este ritmo se baila así» («Sye bwa»)      | Jacob Desvarieux · Pierre-Edouard Décimus Adapt: al español: Roberto Livi                    | Chayanne II (1988)     | 4:28     |  |
| 9.                  | «Tiempo de vals»                           | José María Cano                                                                              | Tiempo de vals (1990)  | 4:11     |  |
| 10.                 | «Provócame»                                | John Van Katwijk · Marcel Schimscheimer Adapt: al español: Gustavo Sánchez · Honorio Herrero | Provócame (1992)       | 4:10     |  |
| 11.                 | «Dejaría todo»                             | Estéfano                                                                                     | Atado a tu amor (1998) | 4:44     |  |
| 12.                 | «Baila, baila» (Meme's Boriqua Radio Edit) | Donato Póveda · Hal S. Batt                                                                  | Volver a nacer (1996)  | 4:22     |  |
| 13.                 | «Tal vez es amor» («Talvez Seja Amor»)     | Augusto César · Paulo Sérgio Valle Adapt: al español: Luis Gómez-Escolar                     | Volver a nacer (1996)  | 4:37     |  |
| 14.                 | «Candela»                                  | Donato Póveda · Erika Ender                                                                  | Simplemente (2000)     | 3:58     |  |

| Grandes éxitos - DVD |                                           |          |  |
| N.º                  | Título                                    | Duración |  |
| 1.                   | «Y tú te vas»                             |          |  |
| 2.                   | «Torero»                                  |          |  |
| 3.                   | «Salomé»                                  |          |  |
| 4.                   | «Yo te amo»                               |          |  |
| 5.                   | «Fiesta en América»                       |          |  |
| 6.                   | «Baila, baila»                            |          |  |
| 7.                   | «Completamente enamorados»                |          |  |
| 8.                   | «Tiempo de vals»                          |          |  |
| 9.                   | «Dejaría todo»                            |          |  |
| 10.                  | «Volver a nacer»                          |          |  |
| 11.                  | «Atado a tu amor»                         |          |  |
| 12.                  | «Boom boom»                               |          |  |
| 13.                  | «Fuiste un trozo de hielo en la escarcha» |          |  |

Notas
- (*): Letra solamente.
- (**): Música solamente.
- (°): Solamente letra en italiano.

## Posicionamiento en listas
| Listas (2002)                     | Mejor posición |
| --------------------------------- | -------------- |
| Estados Unidos (Billboard 200)    | 199            |
| Estados Unidos (Top Latin Albums) | 1              |
| Estados Unidos (Latin Pop Albums) | 1              |

## Certificaciones
| País           | Organismo certificador | Certificación      | Ventas certificadas | Ref              |
| -------------- | ---------------------- | ------------------ | ------------------- | ---------------- |
| Argentina      | CAPIF                  | 2x Platino         | 80 000              | [cita requerida] |
| España         | PROMUSICAE             | 3x Platino         | 300 000             | [cita requerida] |
| Estados Unidos | RIAA                   | 2x Platino (Latin) | 200 000             | [ 4 ]            |
| México         | AMPROFON               | Platino            | 150 000             | [ 5 ]            |